# Brookhaven National Laboratory
Il Brookhaven National Laboratory (BNL) è un laboratorio nazionale statunitense che si trova a Upton su Long Island, creato formalmente nel 1947 nel sito di Camp Upton, una precedente base dell'Esercito americano, prendendo il nome da quello della città più importante nelle vicinanze, Brookhaven.

## Descrizione

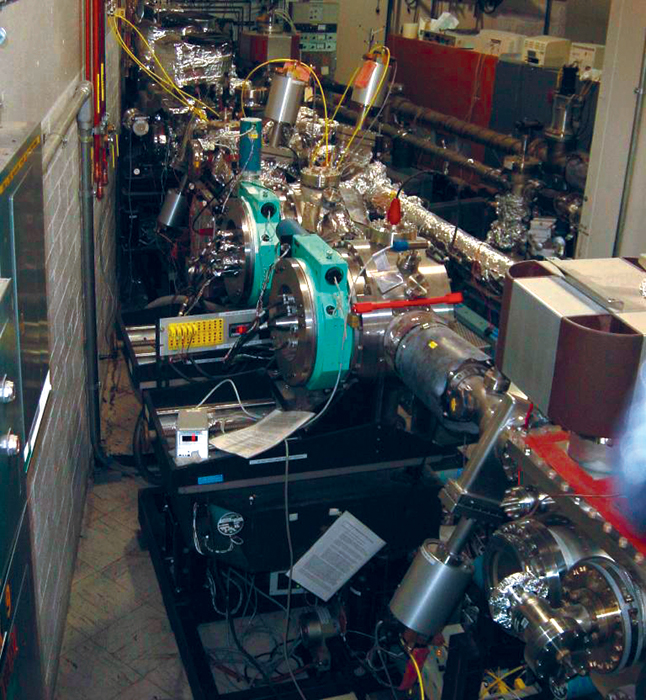
Particolare dell'Interno dei Laboratori

Opera sotto il controllo del United States Department of Energy tramite la Brookhaven Science Associates, è l'unico laboratorio nazionale nel nordest degli Stati Uniti e rappresenta il quinto datore di lavoro nell'ambito della ricerca tecnologica di Long Island. Vi lavorano più di 3000 scienziati, ingegneri, tecnici, e personale di supporto e ospita 4000 visitatori ogni anno.
Il laboratorio è l'unica struttura di Upton, e gestisce le proprie stazioni di polizia e dei vigili del fuoco, oltre ad avere un proprio codice postale (11973). In totale, il Laboratorio si sviluppa su circa 5265 acri. I campi di ricerca includono fisica nucleare e fisica delle particelle, fisica e chimica dei materiali, ricerche ambientali ed energetiche, non proliferazione, neuroscienze e immagini mediche, come quelle delle strutture biologiche.
Le strutture includono Relativistic Heavy Ion Collider (RHIC), progettato per studiare il plasma di quark e gluoni, il National Synchrotron Light Source (NSLS), e due ciclotroni usati per produrre materiale radioattivo per applicazioni mediche. Oltre alla propria strumentazione il laboratorio è un partner di ATLAS, uno dei quattro esperimenti del Large Hadron Collider funzionante al CERN di Ginevra. Il laboratorio è inoltre co-responsabile della progettazione dell'anello di accumulazione dello Spallation Neutron Source.
Le scoperte compiute nei laboratori hanno valso sei Premi Nobel, contribuendo anche alla scoperta del Quark charm nel 1974. I finanziamenti di cui gode il laboratorio cambiano ogni anno a seconda del bilancio federale. Sia RICH che una nuova macchina che fungerà da sorgente nazionale per la luce di sincrotrone saranno finanziati con uno stanziamento pari a 25 milioni di dollari l'anno.
Una perdita accidentale di trizio nella falda acquifera negli anni 90 che fu altamente pubblicizzata fu la causa, a seguito delle proteste della popolazione locale, di un cambio dei dirigenti. Il laboratorio è aperto al pubblico le domeniche estive per visite e programmi speciali in modo da migliorare il rapporto con la comunità locale. Il nome del programma di visite è "Domeniche d'estate" e questo si svolge da metà luglio a metà agosto. Inoltre la struttura è sede di competizioni scientifiche di vario genere per le scuole dell'area circostante. Secondo l'amministrazione dell'impianto ogni anno sarebbero circa 24 000 gli studenti pre universitari, 100 quelli universitari e 550 gli insegnanti che beneficiano dei progetti attivati.
Nello stesso edificio si trova l'ufficio meteorologico di Upton del Servizio meteorologico nazionale.